# Virgílio Castelo

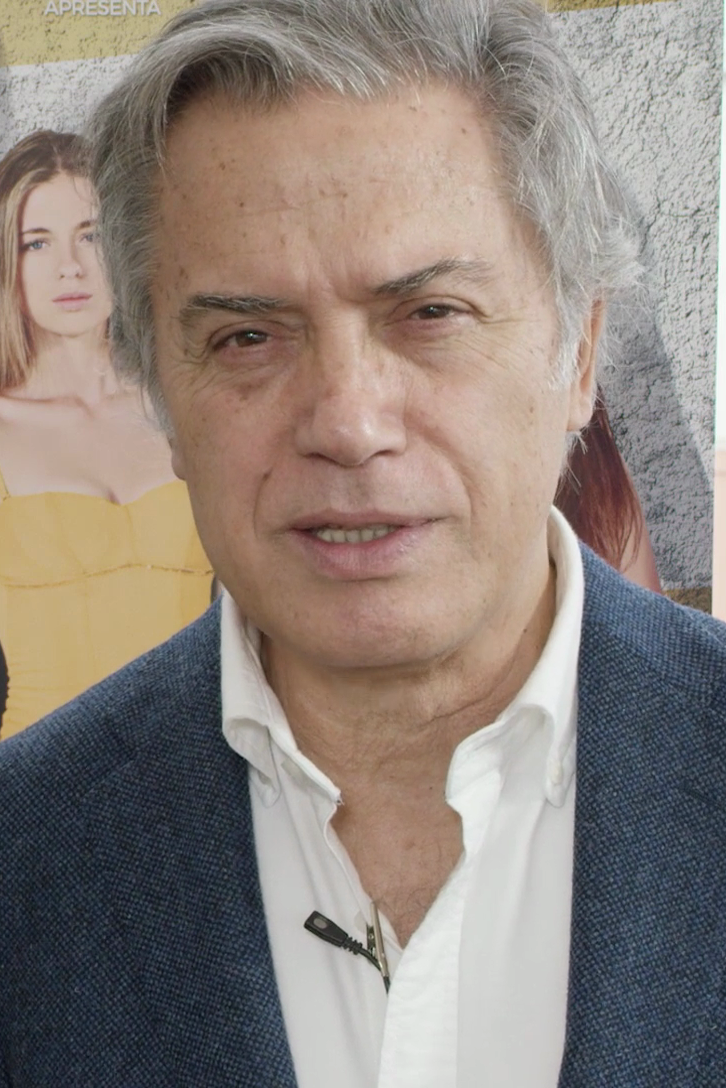
Virgílio Castelo

Virgílio Manuel da Costa Castelo (* 26. Februar 1953 in Lissabon) ist ein portugiesischer Schauspieler.

## Leben
Sein Vater war Kontinentalportugiese, seine Mutter stammte aus der portugiesischen Überseebesitzung Goa, dem damaligen Portugiesisch-Indien. Bereits als Gymnasiast begann er, als Model in der Werbung zu arbeiten. 1974 begann er als Schauspieler am Teatro Adoque. Nach einer Vielzahl von komischen und ernsten Stücken, verließ er 1977 das Adoque, und er übernahm erste Filmrollen, meist in Produktionen für das öffentlich-rechtliche Fernsehen RTP. Daneben spielte er weiter Theater, etwa in Büchners Woyzeck 1978 am Teatro Cornucópia, inszeniert von Jorge Silva Melo, Luís Miguel Cintra und Cristina Reis. Als Stipendiat der Gulbenkian-Stiftung ging er von 1978 bis 1981 für ein Theaterstudium an die Universität Straßburg, und stand in der Zeit auch im Théâtre national de Strasbourg auf der Bühne, so in Gorkis Die Kleinbürger, Shakespeares Sommernachtstraum, Georg Kaisers Nebeneinander, und in Ibsens Hedda Gabler.
Nachdem er den Baal (Brecht) am Teatro da Trindade 1980 gespielt hatte, begann er mit einer Rolle in der erfolgreichen Telenovela Vila Faia regelmäßig für das Fernsehen zu arbeiten. Mit seinen Serienrollen, aber auch in Talkshows und in der komischen Sendereihe Humor de Perdição (ab 1987), an der Seite von Herman José, erhöhte sich der Bekanntheitsgrad Castelos. In Produktionen des Portugiesischen Films spielte er nun ebenfalls häufiger, darunter in Crónica dos Bons Malandros von Fernando Lopes (1984) und im prämierten O Bobo von José Álvaro Morais (1987).
In den 1990er Jahren begann Castelo auch hinter der Bühne und der Kamera zu wirken, so als Fernsehproduzent, u. a. als Generaldirektor von Nicolau Breyners Produktionsfirma NBP, und als Theaterregisseur, etwa 1997 mit Israel Horovitz’ O Jogo da Macaca in Porto, am Teatro da Alfândega. Er stand daneben auch weiterhin selbst auf der Bühne. Darunter waren einige Aufmerksamkeit erregende Produktionen, so 1990 Leonard Nimoys Vincent in der Galeria 2062 im Einkaufszentrum Amoreiras (Regie: António Feio), 1995 O Tempo e o Quarto (Die Zeit und das Zimmer) von Botho Strauss im Teatro Aberto (Regie: João Lourenço) oder 2002 in Partitura Inacabada (Unvollendete Partitur) nach Tschechows Platonow, am Cine-Teatro Avenida in Castelo Branco (Regie: Paulo Matos). Dem breiten Publikum wurde er vor allem mit einer Vielzahl Fernsehserien weiter bekannt, zudem moderierte er von 1992 bis 1995 die populäre Unterhaltungssendung Isto Só Vídeo. Er spielte auch immer wieder Hauptrollen in Kinofilmen, etwa 2009 in Joaquim Leitãos erfolgreichem A Esperança Está Onde Menos Se Espera (dt.: Die Hoffnung findet sich, wo man sie am wenigsten erwartet), doch sind bis heute seine regelmäßigen Auftritte im Fernsehen und insbesondere in den beliebten Telenovelas der Grund für seine Popularität.
2008 erschien der erste Roman von Virgílio Castelo, O Último Navegador (Der letzte Seefahrer), im Verlag A Esfera dos Livros (ISBN 978-989-626-120-7).
Nach einer ersten Ehe mit Maria de Fátima de Melo Custódio, aus der die gemeinsame Tochter Tâmara de Melo Castelo (* 1984) hervorging, heiratete Castelo die Schauspielerin Alexandra Lencastre. Nach der öffentlich beachteten Scheidung der kinderlosen Beziehung 1995 ehelichte Castelo 2002 die Fotografin Maria Lucena, mit der er zwei Töchter hat, Violeta de Lucena Castelo (* 2004) und Sancha de Lucena Castelo (* 2009). Die Trennung von ihr im Oktober 2012 war ebenfalls Gegenstand der Berichterstattung in Portugal.

## Filmografie (Auswahl)
- 1975: Lerpar, R: Luís Couto
- 1977: Os Noivos do Dafundo (TV-Film), R: Herlander Peyroteo
- 1978: Os Putos (TV-Mehrteiler)
- 1980: Passagem ou a Meio Caminho; R: Jorge Silva Melo
- 1980: O Príncipe com Orelhas de Burro; R: António de Macedo
- 1982: A Vida É Bela?!; R: Luís Galvão Teles
- 1982: Vila Faia (Telenovela)
- 1983/84: Origens (Telenovela)
- 1983: Der Mann von Suez (TV-Mehrteiler)
- 1984: Ritual dos Pequenos Vampiros (TV-Film), R: Eduardo Geada
- 1984: Vidas; R: António da Cunha Telles
- 1984: Crónica dos Bons Malandros; R: Fernando Lopes
- 1985: Der seidene Schuh (Le soulier de satin); R: Manoel de Oliveira
- 1986: Si t'as besoin de rien, fais-moi signe; R: Philippe Clair
- 1987: O Bobo; R: José Álvaro Morais
- 1988: Passerelle (Telenovela)
- 1988: Meia Noite; R: Vítor Gonçalves
- 1988: Baton (TV-Film); R: Artur Ramos
- 1989: Mon dernier rêve sera pour vous (TV-Mehrteiler)
- 1991: Le sang et le lait, R: Giovanni Pascalicchio
- 1992: Entre Mortos e Vivos (Kurzfilm); R: Sérgio Godinho
- 1992: Vertigem; R: Leandro Ferreira
- 1996/97: Vidas de Sal (Telenovela)
- 2001: Camarate, R: Luís Filipe Rocha
- 2003: A Passagem da Noite, R: Luís Filipe Rocha
- 2005: Carolina, Fernando e Eu (TV-Film); R: Mário Barroso
- 2005: Fin de curso; R: Miguel Martí
- 2007: Corrupção; R: João Botelho (nicht von ihm gezeichnet)
- 2007: Call Girl; R: António-Pedro Vasconcelos
- 2008: Um Amor de Perdição; R: Mário Barroso
- 2008: A Corte do Norte; R: João Botelho
- 2009: A Vida Privada de Salazar (TV-Mehrteiler)
- 2008/2009: Vila Faia (Telenovela)
- 2009: Star Crossed; R: Mark Heller
- 2009: A Esperança Está Onde Menos Se Espera; R: Joaquim Leitão
- 2009: Duas Mulheres; R: João Mário Grilo
- 2010: A Bela e o Paparazzo; R: António-Pedro Vasconcelos
- 2010: Lua Vernelha (Telenovela)
- 2010: Laços de Sangue (Telenovela)
- 2012: Anita Garibaldi; R: Claudio Bonivento
- 2012: A Primeira Dama (Fernsehfilm); R: Artur Ribeiro
- 2013: Destinos Cruzados (Telenovela)
- 2013: O Bairro (Film und Fernsehserie)
- 2013–2014: Destinos Cruzados (Telenovela)
- 2014–2015: Mulheres(Telenovela)
- 2015: Terapia (Fernsehserie)
- 2016: Fósforo Frio; R: Ricardo Franco
- 2016: Vor der Morgenröte; R: Maria Schrader
- 2017: O Fim da Inocência; R: Joaquim Leitão
- 2017–2018: País Irmão (Fernsehserie)
- 2018: Rapiscimi; R: Giovanni Luca Gargano
- 2019: Teorias da Conspiração (Fernsehserie)
- 2019: Die Ungewollten – Die Irrfahrt der St. Louis, R: Ben von Grafenstein
- 2019–2020: Terra Brava (Telenovela)
- 2020: Terra Nova; R: Artur Ribeiro (auch Fernseh-Mehrteiler)
- 2020: O Ego de Egas (Fernsehfilm); R: José Carlos Santos
- 2021: A Serra (Telenovela)